# Space Harrier 3-D
Space Harrier 3-D (スペースハリアー3D?) è un videogioco di tipo sparatutto a scorrimento sviluppato da SEGA per Sega Master System nel 1988. È il primo sequel del classico arcade Space Harrier.

## Trama
Space Harrier ritorna per fermare un tiranno malvagio dal corrompere la pacifica Valle dei Draghi, trovando Euria, l'erede mancante al trono.

## Modalità di gioco
Il gameplay è simile a The 3-D Battles of WorldRunner, uscito un anno prima su NES. Il giocatore può correre in tutta la terra o volare usando la cintura di volo. Ci sono tredici livelli di gioco, e il giocatore combatte un boss alla fine di ognuno di essi. Dopo aver completato tutti i tredici livelli, il giocatore deve combattere tutti i boss in sequenza, uno alla volta, dopodiché il tiranno farà la sua comparsa. La funzione "Continue" permette di proseguire la partita dall'ultimo checkpoint, e una voce di opzioni permette di settare il livello di difficoltà e selezionare la modalità 2D o 3D (per quest'ultima è necessario l'uso della periferica SegaScope 3-D Glasses).

## Accoglienza
Il gioco ricevette molte critiche positive. La rivista Dragon lo valutò 5/5.